# کمکم کن
کُمَکَم کن یک مجموعه تلویزیونی مذهبی به کارگردانی قاسم جعفری و نویسندگی سید سید جلال الدین دری الدین دری، علیرضا کاظمی پور و صادق کرمیار محصول سال ۱۳۸۳ است. این مجموعه برای اولین بار در رمضان سال ۱۳۸۳ از شبکهٔ ۲ پخش شد. این مجموعه به دلیل حضور زهرا امیرابراهیمی (بازیگری که به خاطر انتشار فیلم نامناسب، ممنوع التصویر شد) و عدم امکان حذف نقش وی، در فهرست تولیدات رسانه‌ای صدا و سیما که ممنوع شده‌اند قرار گرفته و هیچگاه بازپخش نشده است.

## بازیگران
در این مجموعه بازیگرانی چون حمید گودرزی، مجید مشیری، بهمن دان، پویا امینی، شیرین بینا، الیزابت امینی، ثریا حکمت، زهرا امیرابراهیمی، علی‌رام نورایی، فرزاد حسنی، سید جواد هاشمی، زهره فکور صبور، شبنم معززی، فاطمه طاهری و شهرام عبدلی به ایفای نقش پرداخته‌اند.

## داستان
مجموعه تلویزیونی کمکم کن به کارگردانی قاسم جعفری اولین مجموعه تلویزیونی بود که با موضوعات ماورایی از تلویزیون ایران پخش شد و راه را برای ساخت مجموعه‌های اینچنینی هموار کرد. کمکم کن که در سال ۱۳۸۳روانهٔ آنتن شبکه دو سیما شده بود، داستان جوانی با بازی حمید گودرزی را روایت می‌کرد که طی یک تصادف به کما رفت. چند جوان دیگر هم در همان زمان به کما رفته بودند که از این بین دو نفر به هوش آمدند تا کارهای اشتباه بقیه را جبران کنند. این سریال بخاطر حضور زهرا امیر ابراهیمی در یک فیلم ویدئویی پورن منتسب به وی از لیست بازپخش رسانه ملی حذف شد. در کمکم کن تصاویر زیادی از عالم برزخ و شگفتیهای آن و پشیمانی انسان در حد فاصل مرگ و زندگی به نمایش درمی‌آمد که نمایش این صحنه‌ها که با جلوه‌های ویژه بسیاری همراه بود به دلیل این که در تلویزیون ایران سابقه نداشت، مورد توجه مخاطبان قرار گرفت.